# Pripjaty (folyó)
A Pripjaty (ukránul Прип'ять [pripjaty], oroszul Припять [pripjaty]) egy folyó Kelet-Európában. Hossza kb. 710 km, keresztülfolyik Fehéroroszországon és Ukrajnán, valamint a 30 km-es zónán, végül a Dnyeperbe ömlik. A folyó a csernobili atomerőmű és Pripjaty város mellett is elhalad, utóbbit róla nevezték el 1972-ben.

## Mellékfolyói
Jelentősebb mellékfolyói:
- jobb oldali mellékfolyók: Sztir (494 km), Horiny (659 km), Sztohid (188 km), Turija (184 km), Uborty (292 km)
- bal oldali mellékfolyók: Pcics (421 km), Szlucs (228 km), Cna (126 km), Jaszelda (250 km).

## Források

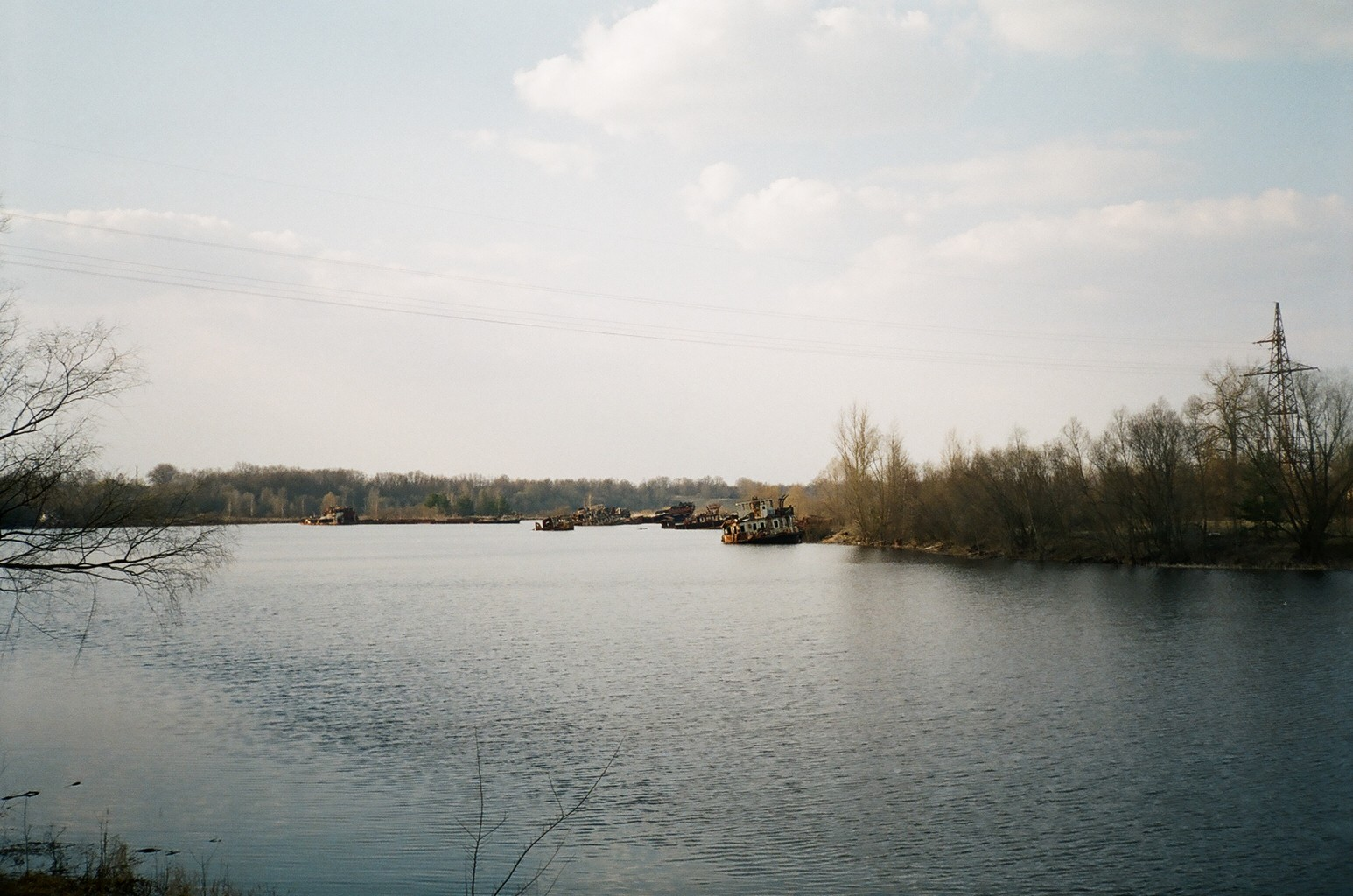
A Pripjaty folyó Csernobilnál

## Városok a folyó mentén
- Pinszk, Fehéroroszország
- Mazir, Fehéroroszország
- Pripjaty, Ukrajna
- Csernobil, Ukrajna